# Gargara patruelis
Gargara patruelis är en insektsart som beskrevs av Carl Stål. Gargara patruelis ingår i släktet Gargara och familjen hornstritar. Inga underarter finns listade i Catalogue of Life.